# Arqueologia digital
L'arqueologia digital és un conjunt de mètodes que permeten la recuperació de dades malmeses, degradades o bé irrecuperables amb els mètodes actuals a causa d'una mala conservació, un incorrecte emmagatzematge o l'obsolescència dels sistemes.
Des que un conjunt de dades es crea i es vol emmagatzemar, fins que hi torna a haver un hipotètic accés a aquella informació, pot ser que transcorrin períodes molt llargs de temps, i que el suport físic on aquesta informació està guardada no sigui el més adequat a aquests propòsits. Quan això succeeix, en la font es poden donar una sèrie de problemes de degradació física, superació de la tecnologia i de molts altres que poden minvar la capacitat de recuperació d'aquelles dades i que poden ser considerades com a pèrdues d'informació.

## Objectius
L'arqueologia digital forma part de la preservació digital, l'objectiu de la qual és mantenir continguts digitals fent front als canvis tecnològics constants que h ha, els quals no siguin un obstacle per a accedir a qualsevol informació. A grans trets, inclou tres grans àrees:
- Assegurar que l'ús a la informació es podrà realitzar en qualsevol moment. Això es pot assegurar mantenint la fiabilitat física dels arxius, les metadades de textos, realitzant còpies de seguretat de forma periòdica, entre d'altres.
- Facilitat l'ús d'una col·lecció d'imatges que pugui realitzar de manera continuada i sense problemes. Per exemple, facilitant que els usuaris puguin accedir a la informació, recuperar-la i manipular-la i que d'aquesta manera puguin obtenir la informació desitjada.
- Mantenir la seguretat d'una col·lecció, per exemple, utilitzant un programa de drets de gestió amb càrrec. D'aquesta manera es pot controlar qualsevol alteració de la col·lecció la qual no hagi estat autoritzada.

## Causes de la pèrdua de l'accés a les dades

### Degradació física
Les causes d'aquesta degradació són molt variades, però habitualment es troben reduïdes al següent conjunt:
- L'emmagatzematge es realitza en condicions d'alta temperatura
- L'ambient que guarda el suport físic té molta humitat
- El suport d'emmagatzematge està en contacte amb materials magnètics (si és magnètic), gasos corrosius (magnètic i òptic)...
- Ha ocorregut algun desastre (inundacions, llamps, terratrèmols…)
- Hi ha hagut un ús massa acusat
- La unitat té defectes de fabricació
- Mala conservació. Un dels problemes de la degradació física de la informació és la conservació de la documentació en llocs inapropiats, fet que propicia l'aparició d'insectes, pols, i, consegüentment, el mal estat dels suports físics.

### Pèrdua de funcionalitat
On, entre d'altres, trobem problemes en l'antiguitat de les unitats quan:
- Operen amb tecnologies obsoletes, cosa que comporta que:
  - Els nous sistemes no suporten maquinari tan antic.
  - Les peces es fan malbé degut a la seva antiguitat i per això mateix costa de substituir-les.
  - Els nous sistemes operatius poden no tenir funcionalitats d'accés o de qualsevol tipus, que s'haguessin necessitat amb anterioritat a l'hora d'accedir a les unitats.

### Pèrdua de capacitat d'interpretació
On, tot i que es poden accedir i llegir les dades:
- El sistema de codificació es desconeix.
- Les dades són encriptades i no hi ha documentació on es faci referència a la clau.
- La informació s'ha comprimit abans de codificar amb algorismes de compressió que es desconeixen.

### Pèrdua de capacitat de visualització de la informació
On, tot i que es poden accedir, llegir i interpretar les dades:
- Els sistemes que s'utilitzaven per mostrar la informació ja no s'utilitzen (e.g. displays especials).

## Recuperació
El mètode de recuperació de les dades que contenen les unitats, depèn del motiu que ens impedeix la recuperació pels procediments habituals. És a dir, no aplicarem el mateix sistema de recuperació per unes dades malmeses físicament que per unes on no se sap el sistema de compressió.
Fixant-nos en aquest últim problema, en els casos en què hi ha Pèrdua de capacitat d'interpretació, o bé Pèrdua de funcionalitat, les alternatives de recuperació impliquen cedir el material a tercers que tinguin màquines capaces d'accedir als vells materials (en el cas de problemes per maquinari, bàsicament), en cas contrari serà molt difícil aconseguir un maquinari que acompleixi aquesta funció. Aquest procediment moltes vegades es basa en tècniques d'emulació. Aquestes es basen en la traducció de la informació obtinguda de les cintes de les quals ja no es té programari als formats actuals. Aquesta traducció, es pot donar a diferents nivells i de manera diferent, tot depenent del tipus d'informació (codi, text, comandes, etc.) que contingui la font.
Si es parla de la recuperació de dades que han sofert deteriorament físic, trobem uns problemes característics bastant més concrets i amb mètodes d'acció molt clars.

### Recuperació de dades en cintes magnètiques
Les cintes magnètiques són encara el suport físic més a comú d'emmagatzematge llegat des de dècades passades, és per això que hi ha una problemàtica singular per a aquest tipus de cintes que és ben coneguda i que es pot pal·liar d'una manera força sistemàtica.

### Síndrome de "sticky head"
Aquest efecte que es dona per una exposició prolongada en ambients humits, consisteix en el fet que el recobriment magnètic de la cinta perd cohesió i es desprèn quan passa pels capçals reproductors, causant pèrdues de dades. La solució a això, és tan simple com aplicar 72 hores de calor (45 a 55º) a la cinta perquè es reabsorbeixi o bé s'evapori el material enganxós. Cal remarcar que aquest mètode serveix només per a poder fer una còpia de seguretat en condicions, ja que la cinta no queda permanentment estabilitzada. També s'ha de tenir en compte, que aquest mètode de correcció no sempre es pot aplicar, ja que si a part de sticky head té altres problemes, la calor els podria agreujar.

### Pèrdua de lubricació i flexibilitat
L'ús molt prolongat o l'evaporació natural si les cintes estan mal guardades són les causes més comunes de la pèrdua de lubricació. Aquesta es pot tractar aplicant altra vegada lubricants específics en la justa mesura. Si no, ens podem trobar en què la cinta rellisca i també sofrim pèrdues de dades.

### Acumulació de pols
El mal emmagatzematge de les cintes o bé un ús molt continuat poden provocar que les cintes adquireixin pols en la seva superfície, això podria resultar en problemàtic quan aquesta cinta passa pels capçals i aquests "escombren" la pols. Aquest fet pot conduir a danys a la cinta, com ara ratllades o lectures fallides.

### Cintes sotmeses a desastres
En desastres naturals els procediments varien significativament. Per exemple, en desastres naturals on la cinta queda mullada, s'ha d'assecar immediatament en el cas que l'aigua no estigui contaminada. Però si ho està, caldrà mantenir-les mullades fins que es pugui a dur terme el procés de descontaminació. Usualment, aquest es basa a netejar les cintes amb aigua destil·lada, fins que tots els components contaminants s'hagin eliminat de la superfície. En cas que s'assequessin les cintes abans de poder eliminar aquests elements, es podrien produir corrosions o cristal·litzacions molt negatives a les cintes.

### Migració
Aquesta tècnica correspon al procés de transferència de la informació digital d'una configuració de hardware i software a un altre tipus, és a dir, passar la informació d'una generació d'ordinadors a la generació següent per tal de poder recuperar o conservar la informació. Per exemple, si existeix una informació digital en un sistema de base HP i s'ha de recuperar, es pot aconseguir passant aquests arxius a un sistema de base SUN, d'aquesta manera s'ajusten les diferències dels dos mètodes operatius. Un altre exemple seria el format de la informació, és a dir, es pot moure un arxiu d'imatges d'un format a un altre per tal d'augmentar la seva funcionalitat.

### Emulació
Fa referència a la creació d'un entorn tècnic adequat per a poder veure i utilitzar la informació digital requerida. Aquesta tècnica s'aconsegueix mantenint la informació sobre els requisits de hardware i software per tal que es pugui reestructurar el sistema.

### TheInternet Archive
Aquesta iniciativa és útil per a recuperar documents electrònics els quals s'han perdut. Aquesta pèrdua pot ser deguda a dos motius: ja sigui perquè els documents van deixar d'interessar en un moment concret o bé, perquè s'han anat creant diferents versions d'un document i la versió original s'ha perdut. Per a poder recuperar aquesta versió original s'utilitza The Internet Archive. Aquesta iniciativa va aparèixer a finals dels anys 1996, quan es va trobar a faltar els primers documents electrònics, els quals es van perdre a conseqüència de les modificacions posteriors.

### Recuperació de dades en format vinil
Avui dia, una part de la documentació encara es pot recuperar en un tipus de suport que ja és obsolet, el format vinil. Un pas important és extreure aquesta informació d'aquest tipus de suport i passar-la a un suport molt més actual o format diferent per a poder-la conservar i utilitzar.

## Projectes d'Arqueologia digital
Aquests són alguns dels exemples de projectes d'Arqueologia digital que s'han dut a terme per a recuperar o recopilar algun tipus d'informació:
- educ@conTIC Arxivat 2015-03-18 a Wayback Machine.. ¿Lo pequeño y abierto?.[1] Aquest és un projecte que va néixer fa pocs anys amb l'objectiu de demostrar que l'actuació de grups reduïts del món de l'educació podria arribar a una gran multitud gràcies a les noves tecnologies. Amb el pas del temps s'ha volgut fer una recopilació de tots els projectes que s'han anat publicant. La seva finalitat era conèixer la realitat sobre aquest projecte, les entrades que havia tingut, les il·lustracions i els podcasts d'EducaconTIC.
- Taxonomedia[2] Arqueologia digital. En aquest projecte el que s'ha volgut és recopilar el major nombre de projecte interactius en suport CD-ROM.